# Future Science City North
Future Science City North (in cinese: 未来科学城北站S, Wèilái kēxuéchéng běi zhànP), indicata sulla segnaletica ufficiale anche con la dicitura Weilaikexuechengbei (Future Science City North), denominata in fase di progettazione Weilai Kejicheng Beiqu (未来科技城北区S, Wèilái kējìchéng běiqūP), è una stazione, nonché capolinea settentrionale, della linea 17 della metropolitana di Pechino.

## Storia
I primi ragionamenti sulla linea 17 vennero fatti nel 2011, per poi essere abbandonati in funzione dello sviluppo di altre linee ritenute più urgenti. Nel febbraio 2012 ripresero le interlocuzioni circa la costruzione di una linea 17 e, nel giugno 2012,  il Comitato per la pianificazione urbana di Pechino e il Governo di Pechino divulgarono la lista provvisoria delle stazioni interessate dal tragitto della linea 17. In basei ai progetti iniziali, la stazione di Future Science City Norty si sarebbe dovuta chiamare Weilai Kejicheng Beiqu (未来科技城北区S, Wèilái kējìchéng běiqūP, lett. "Area nord della Future Science & Technology City"); in seguito, nel luglio 2021, è stata formalizzata nel nome attualmente in uso.
Nell'ottobre 2013 sono state confermate la tratta e le stazioni, dichiarando che la linea sarebbe partita dalla nuova cittadella della scienza rinominata Future Science City.
I lavori di costruzione della linea 17 sono stati avviati nel maggio 2016, iniziando dapprima nella zona della Future Science City. A maggio 2018, infatti, le strutture principali delle stazioni nell'area erano state ultimate.
Il 31 dicembre 2021 viene inaugurata la sezione sud della linea 17, da Shilihe a Jiahuihu. La restante sezione nord, in cui rientra anche la stazione di Future Science City North, ha subito un'accelerata nei lavori a partire dal marzo 2023, quando viene pubblicato il Piano di costruzione del sistema ferroviario urbano che esplicita l'obiettivo di inaugurare la sezione nord della linea 17 entro la fine del 2023.
La stazione di Future Science City North, congiuntamente al resto della sezione nord della linea 17, viene inaugurata il 30 dicembre 2023, in linea con i tempi prefissati dal Governo di Pechino.
In attesa del completamento della tratta centrale della linea 17 (compresa tra le stazioni Stadio dei Lavoratori e Shilihe), la linea è attualmente in esercizio in due segmenti distinti: uno settentrionale, da Future Science City North a Stadio dei Lavoratori, e uno meridionale, da Shilihe a Jiahuihu. La stazione di Future Science City North svolge attualmente la funzione di capolinea del troncone nord. L’apertura della sezione centrale, prevista entro il 2025, permetterà l’unificazione dei due tronconi e farà di Future Science City North il capolinea settentrionale dell’intera linea 17, consentendo collegamenti diretti con il capolinea meridionale di Jiahuihu.

## Posizione e denominazione

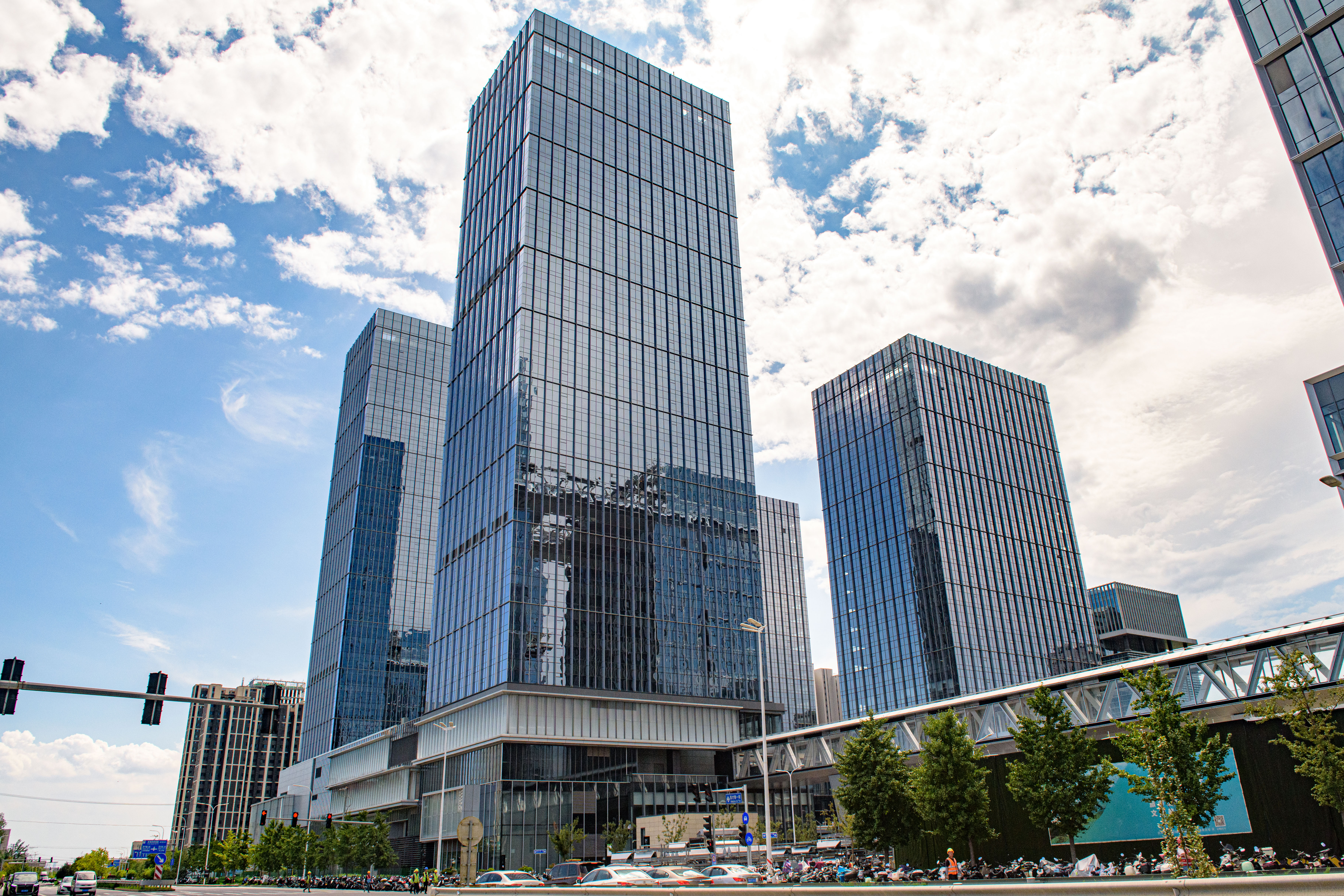
La zona della Future Science City.

La stazione di Future Science City North è situata nel distretto di Changping, nella periferia nord di Pechino, ubicata lungo Puqingsi South Street, circa a 30 km dal centro città. La stazione prende il nome dalla Future Science City, un'importante area di sviluppo tecnologico e scientifico promossa dal governo cinese, destinata a ospitare centri di ricerca, istituti accademici e sedi di aziende high-tech, con l’obiettivo di trasformare la zona in un polo strategico per l’innovazione. La stazione si colloca nella parte settentrionale di questo distretto e ne serve principalmente le aree residenziali e istituzionali circostanti, fungendo attualmente da capolinea del troncone nord della linea 17. La sua posizione, ben al di fuori del centro cittadino, la rende un nodo di transito strategico per il collegamento tra i nuovi poli tecnologici e le aree centrali di Pechino, ed è situata a circa 20 km dall'aeroporto di Pechino-Capitale. L’apertura della stazione, infatti, ha migliorato in modo significativo il servizio di trasporto su rotaia nella zona orientale della Future Science City, riducendo la pressione sulla mobilità locale e colmando un’importante lacuna nel sistema di trasporto del nord di Pechino. La linea 17 rappresenta un collegamento strategico tra la Future Science City e aree urbane chiave come Tiantongyuan, Taiyanggong e Sanlitun.

## Struttura e impianti
| Unknown route-map component "utENDEa" | Unknown route-map component "utENDEa" | Unknown route-map component "utENDEa" | Unknown route-map component "utENDEa" |

| Urban tunnel straight track | Urban tunnel straight track | Urban tunnel straight track | Urban tunnel straight track |

| Urban tunnel straight track | Urban tunnel straight track | Urban tunnel straight track | Urban tunnel straight track |

| Urban tunnel straight track | Urban tunnel straight track | Urban tunnel straight track | Urban tunnel straight track |

| Urban tunnel straight track | Urban tunnel straight track | Urban tunnel straight track | Urban tunnel straight track |

| Urban tunnel straight track | Unknown route-map component "utABZg2" | Unknown route-map component "utABZg3" | Urban tunnel straight track |

| Unknown route-map component "utSTR2" | Unknown route-map component "utABZg+1" + Unknown route-map component "utSTRc3" | Unknown route-map component "utABZg+4" + Unknown route-map component "utSTRc2" | Unknown route-map component "utSTR3" |

| Unknown route-map component "utSTRc1" | Unknown route-map component "utABZg+4" | Unknown route-map component "utABZg+1" | Unknown route-map component "utSTRc4" |

| Unknown route-map component "utPSTR(L)" | Unknown route-map component "utPSTR(R)" |

| Unknown route-map component "utPSTR(L)" | Unknown route-map component "utPSTR(R)" |

| Unknown route-map component "utABZg2" | Unknown route-map component "utSTR+tc3" |

| Unknown route-map component "utSTR+tc1" | Unknown route-map component "utABZg+4" |

| Unknown route-map component "utSTRf" | Unknown route-map component "utSTRg" |

Future Science City North è una stazione sotterranea, costruita su tre livelli con banchina a isola e costruita secondo il metodo dello scavo a cielo aperto. Disposta lungo un asse nordest-sudovest, la stazione ha una lunghezza complessiva di 320,1 metri, una larghezza di 23,7 metri e una superficie edificata totale di 22 962 m². La banchina ha una lunghezza di 186 metri e una larghezza di 14. La stazione è dotata di una serie di servizi e infrastrutture accessibili, tra cui dispositivi di chiamata d’emergenza, bagni accessibili, sale per l’allattamento e distributori d'acqua potabile.
La stazione è dotata di tre accessi, indicati con le lettere B, C e D. L'ingresso C è accessibile ai portatori di disabilità motoria.
Il design degli interni della stazione riflette il tema “Innovazione scientifica per il futuro”, che caratterizza tutto il troncone settentrionale della linea 17. La decorazione murale Vivere tra le nuvole raffigura scene della vita quotidiana, come sport, lavoro o studio, ambientate in uno “spazio virtuale tra le nuvole”, con l’obiettivo di creare un’atmosfera culturale e artistica rilassante e stimolante.

## Servizi
La stazione dispone di:
- Accessibilità per portatori di handicap
- Ascensori
- Scale mobili
- Emettitrice automatica biglietti
- Servizi igienici
- Sportello automatico
- Stazione video sorvegliata
- Ufficio polizia

### Orari
In direzione del capolinea meridionale di Stadio dei Lavoratori, sono attivi tutti i giorni treni dalla stazione di Future Science City North dalle 5:20 alle 22:30.

## Interscambi
- Fermata autobus